# صحيفة أوكرانيا بالعربية
صحيفة أوكرانيا بالعربية هي صحيفة إلكترونية تصدر من العاصمة الأوكرانية كييف وتُعْنَى بتقديم الأخبار الأوكرانية بأعين عربية أي باللغة العربية وتسعى الصحيفة إلى إنشاء صورة اعلامية عربية مشرفة في أوكرانيا عبر قسمها الآخر الناطق باللغة الروسية والذي يصدر أخبار العالم العربي والإسلامي باللغة الروسية.
وتركز صحيفة «أوكرانيا بالعربية» على اهتمامات الدول العربية في أوكرانيا، ويتم تحديث موقعها بشكل يومي ومستمر بالسبق الإخباري، وبتطورات الأحداث على الساحة الأوكرانية.

## التأسيس
اتخذت صحيفة «أوكرانيا بالعربية» من مدينة كييف عاصمة جمهورية أوكرانيا مقرا لها عند ولادتها في ديسمبر عام 2011، وتعتمد في تقديمها للاخبار على المهنية والصدق والموضوعية والحياد التام.
ويشارك في دعم الموقع بالأخبار والمعلومات شبكة من المراسلين الصحفيين الأوكرانيين والعرب المنتشرين في مواقع الأحداث بمختلف أنحاء أوكرانيا والعالم.
ويضم الموقع الرسمي للصحيفة أقساماً تغطي: الأخبار السياسية، والاقتصادية، والرياضية، والمنوعات، واخبار الجاليات العربية في أوكرانيا، والعلاقات الأوكرانية العربية إضافة إلى أقوال الصحف العربية والعالمية والأوكرانية.
كما أن الموقع يضم قسم «ملفات وتقارير»، والتي تسلط الضوء على أبرز الأحداث والقضايا في مختلف المجالات، وتقدم عنها معلومات مفصلة وحقائق مجردة، وتستعرض آخر الأخبار المتصلة بها.
وبالإضافة إلى ذلك، يضم الموقع قسم «المرئي والمسموع» الذي يضم تقارير مصوَّرة ومسموعة في مختلف المجالات السياسية والعسكرية والاقتصادية والثقافية والفنية، وغيرها.
وحرصاً من موقع صحيفة «أوكرانيا بالعربية» على التفاعل مع زواره، يطرح الموقع على صفحته الرئيسية استطلاعاً للرأي، لقياس اتجاهات المتصفحين بشأن أبرز الموضوعات الحيوية والمستجدة، ويستطيع المتصفح أن يتعرف إلى نتائج الاستطلاع.
واهتماماً بالتواصل الدائم مع المتصفحين وإطلاعهم على الأخبار العاجلة، يوفر الموقع خدمة مجانية تتمثل في تزويد المهتمين بآخر الأخبار عبر البريد الإلكتروني.. وشبكات التواصل الاجتماعي.
كما يحتوي موقع صحيفة أوكرانيا بالعربية على بعض المعلومات حول الشبكة وملحق خاص بالإعلانات.

## تاريخ النشأة
نشأت «أوكرانيا بالعربية» على موقعها الرسمي، خلفا للموقع العربي الأوكراني والذي أصبح أول موقع عربي اخباري في أوكرانيا تاسس في 16 أيلول/سبتمبر 2003 م.
وفي 16 كانون الأول/ديسمبر عام 2011 أصبحت التسمية الرسمية الحالية «أوكرانيا بالعربية» وليتم تسجيلها رسميا كاحد وسائل الاعلام الالكترونية والمطبوعة في أوكرانيا.

## اللغات المتاحة
تعتبر «أوكرانيا بالعربية» وسيلة أعلامية رسمية عربية في أوكرانيا مسجلة بأربع لغات العربية والأوكرانية والروسية والإنجليزية.
تصدر حتى الآن بلغتين العربية والروسية.